# Infinite fortune
Infinite fortune è un album del cantautore italiano Oscar Prudente, pubblicato dall'etichetta discografica Numero Uno nel 1974.
L'album è prodotto da Franco Daldello. I testi dei brani sono opera di Ivano Fossati, mentre le musiche sono composte dallo stesso interprete, che cura gli arrangiamenti.
Dal disco viene tratto il singolo Solo no/Infinite fortune.

## Tracce

### Lato A
1. La casa vecchia
2. I vetri della scuola
3. Otto ore
4. Infinite fortune

### Lato B
1. Solo no
2. Il furgone della Banca del Commercio
3. Io vado a Sud

## Formazione
- Oscar Prudente – voce, chitarra acustica, tastiera
- Umberto Tozzi – chitarra elettrica, cori
- Guido Guglielminetti – basso, cori
- Euro Cristiani – batteria, cori
- Monica Glosser, Lucia Guglielminetti, Graham Jones, Marina Ceravolo, Tali Jackson – cori